# De geruchten
De geruchten is een werk van de Belgische auteur Hugo Claus. Het verscheen voor het eerst in 1996 bij uitgeverij De Bezige Bij, en is de voorlaatste roman van Claus. Hierin schetst hij in een lyrische stijl, met een stuk realisme, een portret van de Belgische samenleving, dat gaandeweg uitgroeit tot een allegorie. Twee jaar later verscheen een soort van vervolg: Onvoltooid Verleden.

## Inhoud
René Catrijsse, een deserteur in een koloniale oorlog in Congo, keert in 1966 terug naar zijn Vlaamse geboortedorp Alegem. Zijn komst verwekt een reeks mysterieuze incidenten en veroorzaakt geruchten onder de bevolking. Wanneer er een geheimzinnige ziekte uitbreekt, zijn alle verdachtmakingen gericht op Catrijsse, die tevens een crimineel verleden heeft. Niemand weet wat hij precies op zijn kerfstok heeft en waarom hij zo halsoverkop naar België is teruggekeerd.
René en zijn familie krijgen de schuld van de mysterieuze ziekte en zijn niet meer welkom in het dorp. Met het uitbannen van deze familie is men echter nog niet van de ziekte af. De familie Catrijsse staat voor de ziekte van de oorlog, confronteert de mensen in het dorp ermee dat niet alleen zij, maar alle dorpsbewoners fout waren in de Tweede Wereldoorlog. De ziekte zorgt voor dreiging, de geruchten komen op gang en opnieuw spookt de oude oorlog rond, die van het dorp een verstikkende gemeenschap maakt en die gebukt gaat onder haar verleden.

## Bekroningen
- 1997 - Libris Literatuur Prijs

## Theaterbewerking
De geruchten werd net zoals Onvoltooid Verleden bewerkt tot een gelijknamige theatervoorstelling door Het Toneelhuis.